# Brydan Klein
Brydan Klein, né le 31 décembre 1989 à Perth, est un joueur de tennis professionnel australo-britannique. Ses surfaces de prédilection sont le dur et le gazon. Il a remporté le tournoi junior de l'Open d'Australie 2007.

## Carrière

### Début 2005 à 2008
Le père de Brydan Klein est un entraineur de tennis et son frère a été joueur également.
Il débute en 2005 dans les tournois Future mais aussi dans deux tournois Challenger l'un sur invitation et l'autre en sortant des qualifications.
En 2006 il remporte son premier tournoi, en double dans un Future.
En 2007, il remporte le tournoi junior de l'Open d'Australie en battant en finale le Français Jonathan Eysseric (6-2, 4-6, 6-1). Il remporte ensuite son premier tournoi Future en simple.
Invité à l'Open d'Australie 2008, il perd au premier tour contre Paul Capdeville no 100 mondial (4-6, 5-7, 4-6).

### 2009, premiers résultats et sanction
Début 2009 il reçoit une invitation pour son premier tournoi ATP à Brisbane. Il perd au premier tour contre Tomáš Berdych no 20 (0-6, 4-6). Il reçoit une invitation pour l'Open d'Australie et passe le premier tour en battant Björn Phau no 110 (6-4, 6-3, 4-6, 6-3) puis échoue contre Stanislas Wawrinka no 16 (3-6, 4-6, 4-6). Juste après ce premier succès en Grand Chelem il remporte le tournoi Challenger de Burnie en battant en finale Grega Žemlja no 187 (6-3, 6-3). Il est ensuite sélectionné pour la première fois dans l'équipe d'Australie de Coupe Davis pour un match de simple du groupe 1 Asie/Océanie contre la Thaïlande. Il perd face à Danai Udomchoke no 155 (2-6, 2-6, 5-7).
Il parvient pour la première fois à passer les qualifications d'un tournoi du circuit principal de l'ATP à Eastbourne sur gazon. Il bat au premier tour Teimuraz Gabachvili no 89 (6-3, 5-7, 6-1), le joueur le mieux classé qu'il ait battu dans sa carrière, puis perd contre Janko Tipsarević no 52 (65-7, 1-6). Mais après le tournoi, le 19 juin 2009, il est sanctionné de 14 000 dollars d'amende et suspendu par sa fédération pour cause d'injure à caractère raciste à l'encontre du Sud-Africain Raven Klaasen qu'il a battu dans le dernier match de qualification, au score très serré (62-7, 7-63, 7-64). Le jeune Australien de 19 ans écope ainsi de la peine maximum prévue pour ce genre de comportement. Après avoir mené une enquête, l'ATP a ramené la sanction à 10 000 dollars. Il a prononcé, non directement à son adversaire mais suffisamment audible « kaffir », mot sud-africain qu'il dit avoir entendu dire par des joueurs sud-africains sans connaître le poids exact de ce terme. Tout comme « nègre » en français, ce mot autrefois neutre est désormais une insulte. Sur le moment, cela n'a eu aucune incidence sur le match en cours. Cette sanction signifie donc qu'il n'a reçu ni aide financière ni coaching et n'a pu participer au stage de remise en forme de sa fédération pendant 6 mois. Il a accepté par ailleurs de suivre un cours de sensibilité raciale et a présenté des excuses publiques, ce qu'il avait déjà fait après le match auprès de Raven Klaasen et de son équipe,.

### 2013, changement de nationalité
En mai 2013, il décide de prendre la nationalité britannique. Sa mère étant de Manchester, il en était éligible. Au Royaume-Uni, il espère être plus aidé et en étant no 3 national pouvoir jouer la Coupe Davis au côté d'Andy Murray qui a été no 2 mondial et James Ward, alors qu'en Australie il était au mieux no 11 national. Il joue son premier match sous les couleurs du Royaume-Uni le 13 mai 2013 lors du Challenger de Busan en Corée du Sud.
Hormis son titre en Challenger, il a également remporté 12 tournois Future en simple (le premier en 2006 à 17 ans) et 33 en double, ainsi que 3 tournois Challenger en double (deux en 2012 et un en 2013).

### 2016: un petit tour à Wimbledon et puis s'en va
Invité par les organisateurs du tournoi de Wimbledon, il s'incline au premier tour contre Nicolas Mahut en trois sets.

## Parcours dans les tournois duGrand Chelem

### En simple
| Année | Open d'Australie | Open d'Australie | Internationaux de France | Internationaux de France | Wimbledon       | Wimbledon     | US Open | US Open |
| ----- | ---------------- | ---------------- | ------------------------ | ------------------------ | --------------- | ------------- | ------- | ------- |
| 2008  | 1er tour (1/64)  | Paul Capdeville  | —                        | —                        | —               | —             | —       | —       |
| 2009  | 2e tour (1/32)   | S. Wawrinka      | —                        | —                        | —               | —             | —       | —       |
| 2015  | —                | —                | —                        | —                        | 1er tour (1/64) | Andreas Seppi | —       | —       |
| 2016  | —                | —                | —                        | —                        | 1er tour (1/64) | Nicolas Mahut | —       | —       |
| 2017  | —                | —                | —                        | —                        | 1er tour (1/64) | Yuichi Sugita | —       | —       |

N.B. : à droite du résultat se trouve le nom de l'ultime adversaire.

### En double
| Année | Open d'Australie           | Open d'Australie         | Internationaux de France | Internationaux de France | Wimbledon                     | Wimbledon                  | US Open | US Open |
| ----- | -------------------------- | ------------------------ | ------------------------ | ------------------------ | ----------------------------- | -------------------------- | ------- | ------- |
| 2007  | 1er tour (1/32) Greg Jones | A. Fisher T. Phillips    | —                        | —                        | —                             | —                          | —       | —       |
| 2008  | 1er tour (1/32) A. Coelho  | T. Johansson A. Pavel    | —                        | —                        | —                             | —                          | —       | —       |
| 2009  | 1er tour (1/32) M. Ebden   | M. Melo André Sá         | —                        | —                        | —                             | —                          | —       | —       |
| 2010  | 1er tour (1/32) M. Ebden   | M. Granollers T. Robredo | —                        | —                        | —                             | —                          | —       | —       |
| 2016  | —                          | —                        | —                        | —                        | 1er tour (1/32) A. Ward       | Pablo Cuevas M. Granollers | —       | —       |
| 2017  | —                          | —                        | —                        | —                        | 1er tour (1/32) Joe Salisbury | Ken Skupski Neal Skupski   | —       | —       |

N.B. : le nom du ou de la partenaire se trouve sous le résultat ; le nom des ultimes adversaires se trouve à droite.

### En double mixte
| Année | Open d'Australie           | Open d'Australie          | Internationaux de France | Internationaux de France | Wimbledon                   | Wimbledon                 | US Open | US Open |
| ----- | -------------------------- | ------------------------- | ------------------------ | ------------------------ | --------------------------- | ------------------------- | ------- | ------- |
| 2008  | 1er tour (1/16) I. Holland | Květa Peschke Martin Damm | —                        | —                        | —                           | —                         | —       | —       |
| 2017  | —                          | —                         | —                        | —                        | 2e tour (1/16) Harriet Dart | Sabine Lisicki John Peers | —       | —       |

N.B. : le nom du ou de la partenaire se trouve sous le résultat ; le nom des ultimes adversaires se trouve à droite.